# 2.ª Escuadrilla Aeronaval de Caza y Ataque
La 2.ª Escuadrilla Aeronaval de Caza y Ataque (EA32) es una unidad táctica de la Aviación Naval de la Armada Argentina, creada en 1956 aunque tuvo su denominación actual en 1981, con asiento en la Base Aeronaval Comandante Espora y con dependencia orgánica de la Fuerza Aeronaval N.º 2. Su dotación es el cazabombardero naval Dassault Super Étendard (SUE/SEM), comprado en Francia en 1981.

## Historia

### La creación
En 1956, la Armada Argentina incorporó un lote de 26 aviones Vought F4U Corsair para operaciones desde el portaviones ARA Independencia creando oficialmente la Segunda Escuadrilla de Ataque, constituida por un grupo de operaciones diurnas (F4U-5) y otro de nocturnas (F4U-5NL). Los Corsair participaron en ejercicios multinacionales. En 1961, dispararon a un submarino de procedencia desconocida que navegaba en el golfo Nuevo (en la provincia del Chubut). En 1963, participaron en el enfrenamiento entre Azules y Colorados. En 1965, fueron desplegados por la disputa de la laguna del Desierto con Chile. En noviembre de 1965, fueron retirados definitivamente del servicio activo los últimos seis F4U, desactivándose la Segunda Escuadrilla el 20 de enero de 1966.
En 1979, el Comando de la Aviación Naval adquirió un lote de 14 cazabombarderos Super Étendard con el fin de reemplazar sus antiguos A-4Q Skyhawk, que todavía operaban en la 3.ª Escuadrilla (EA33). Los miembros de la 2.ª Escuadrilla recibieron entrenamiento en Rochefort y a bordo del portaviones Clemenceau, desde septiembre de 1980 hasta julio de 1981. El primer ferry de cinco aviones llegó a la Argentina el 17 de noviembre de 1981. El segundo debía llegar en abril de 1982.

### Guerra de las Malvinas
El 31 de marzo de 1982, ante la inminente guerra por las islas Malvinas contra el Reino Unido, el Comando de la Aviación Naval de la Armada ordenó a la Escuadrilla preparar sus misiles Exocet en el menor tiempo posible. 1 de abril, comenzaron las tareas de probar los sistemas de los aviones. Se confiaba en la llegada a mediados del mes de la asistencia técnica de Aérospatiale, ayuda que por contrato debía hacer, pero nunca hizo. El personal argentino logró solitariamente la activación de los misiles.
Se concluyó que la operación desde el aeropuerto de Puerto Argentino se haría solo en caso de emergencia por averías en combate, ya que la pista era demasiado corta para los Super Étendard. Por tanto, recurrieron a las bases del continente, y a los aviones cisterna KC-130H Hercules de la Fuerza Aérea Argentina, que posibilitan hacer ataques a más de 300 millas (482,8 km) de la costa.
Los cazas que participaron de las operaciones en Malvinas fueron los 3-A-202, 3-A-203, 3-A-204 y 3-A-205. El 3-A-201 quedó en Comandante Espora y sirvió como fuente de repuestos.
La 2.ª Escuadrilla constituyó la Unidad de Tareas 80.3.1 (UT 80.3.1), perteneciendo al Grupo de Tareas 80.3 (Grupo de Tareas de Ataque), en el marco de la Fuerza de Tareas 80 (Fuerza de Tareas Aeronaval). El comandante de la Escuadrilla fue el capitán de corbeta Jorge Colombo. La misión de la unidad fue «ejecutar operaciones aéreas navales ofensivas, destruyendo o neutralizando unidades de superficie, a fin de contribuir a la defensa de las islas Malvinas».

#### Operación Sheffield
La primera misión de ataque contra la flota británica se realizó el 2 de mayo pero fue cancelada tras un inconveniente durante un reabastecimiento en vuelo. El 4 de mayo, la 2.ª Escuadrilla dañó letalmente al destructor británico HMS Sheffield mediante su primer ataque satisfactorio. El capitán de corbeta Augusto Bedacarratz y el teniente de fragata Armando Mayora, a bordo de los Super Étendard matrícula 3-A-202 y 3-A-203, ejecutaron el lanzamiento de sendos misiles Exocet AM 39. Con el vital información obtenida por el avión SP-2H Neptune matrícula 2-P-112 de la Escuadrilla Aeronaval de Exploración. El HMS Sheffield cumplía funciones de piquete de radar en 52°33′0″S 57°40′5″O / -52.55000, -57.66806, al sureste de las islas Malvinas. El misil penetró en el casco por la banda de estribor. Según versiones la ojiva del misil explotó y según otras no estalló y originó un incendio que destruyó al buque. Un total de 21 marinos británicos murieron en la acción, la mayoría en el sollado o en el cuarto de computación, donde misil penetró. Unos 260 marinos sobrevivieron.
El ataque al Sheffield fue una total sorpresa. Los británicos contaban con la información de que Argentina no tenía en servicio al sistema Super Étendard-Exocet por haberse retirado de Argentina el personal técnico francés al inicio de la guerra.
A partir del ataque, la Marina Real retiró sus buques hacia el este del archipiélago, en especial sus portaaviones.
Esta operación convirtió a la Aviación Naval en pionera en la utilización de la táctica avión explorador-avión de ataque, nunca antes utilizada por país alguno.

#### Operación Atlantic Conveyor

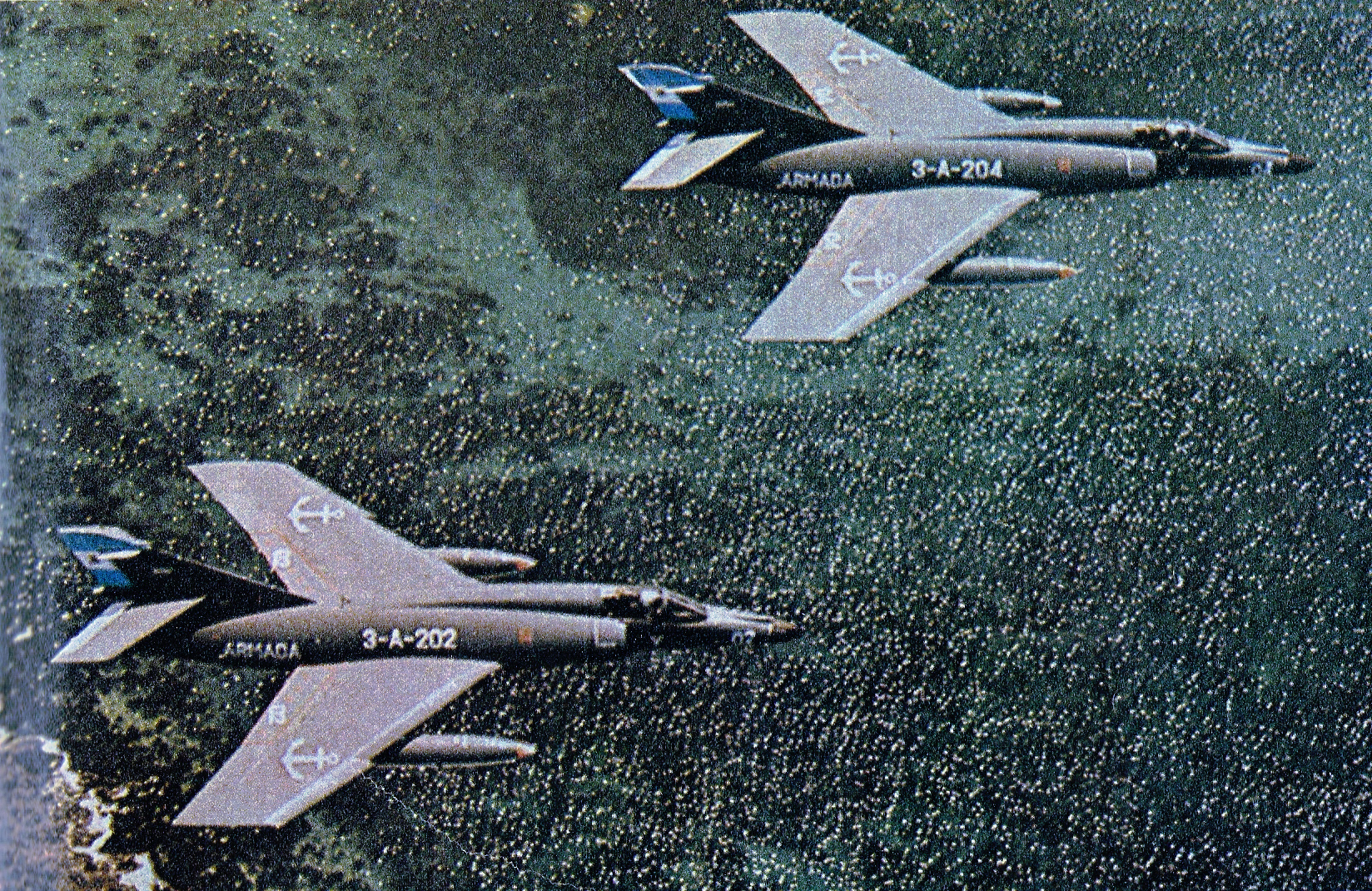
Super Étendard 3-A-202 y 3-A-204 en 1982. El 02 participó en el ataque al portacontenedores Atlantic Conveyor; y el 03 participó en la operación contra el destructor Sheffield.

Los objetivos principales eran los portaviones y buques logísticos, que eran fundamentales para la campaña británica.
El 25 de mayo, una pareja compuesta por los aviones 3-A-203 (capitán de corbeta Roberto Curlovic) y 3-A-204 (teniente de navío Julio Héctor Barraza) despegaron a las 14:30 horas en dirección al este de Malvinas, reabasteciendo en vuelo con aviones KC-130H. Cuando se encontraban a 500 kilómetros del objetivo, iniciaron la aproximación rasante al mar. Al llegar a la distancia de «emisión», ascendieron y encendieron sus radares. Al hacer esto la fragata HMS Ambuscade los detectó y alertó a la fuerza de tareas británica. Luego, apagaron sus radares y volvieron a descender llegando al momento de lanzamiento de los misiles. A las 16:32, los aviones lanzaron un Exocet cada uno, que tras un breve recorrido, impactaron en la banda de babor del portacontenedores SS Atlantic Conveyor. Este buque sufrió un incendió, fue abandonado y, finalmente, se hundió.

#### Ataque al portaviones HMS Invincible
El 30 de mayo, se proyectó un ataque al portaviones HMS Invincible con dos Super Étendard de la Segunda Escuadrilla (capitán de corbeta Alejandro Francisco y teniente de navío Luis Collavino) y cuatro A-4C Skyhawk de la Fuerza Aérea Argentina. Uno de los Super Étendard lanzó el último Exocet AM 39 del cual disponía la unidad. A continuación, los A-4C iniciaron un ataque lanzando bombas de 250 kg. Dos A-4C (primer teniente Vázquez y Castillo) fueron derribados por misiles Sea Dart lanzados por el destructor HMS Exeter. Los restantes (primer teniente Ureta y alférez Isaac) lanzaron las bombas. Testimoniaron que al lanzar sus bombas, observaron un gran incendio a bordo del Invincible. Sin embargo, no se ha probado que el buque haya sufrido averías.
El 14 de junio finalizó la guerra con la rendición argentina, abortándose una misión. La escuadrilla no tuvo ninguna baja material ni humana. Su bandera de guerra fue condecorada con la medalla del Honor al Valor en Combate.

### Posguerra

#### Cuestión de las ejercitaciones embarcadas
El portaviones ARA Veinticinco de Mayo fue pasado a reserva para ser reparado y repotenciado. Entonces para que la Segunda Escuadrilla y la Escuadrilla Aeronaval Antisubmarina no perdieran su adiestramiento como parte del Grupo Aéreo Embarcado (GAE) del portaaviones, se pintó una de las pistas de la Base Aeronaval Comandante Espora como si fuese la cubierta del Veinticinco de Mayo. Sin embargo, esta medida no bastaba, ya que la pista no podía reproducir ciertas circunstancias del portaaviones como el viento sobre cubierta (WOD), la velocidad relativa del buque o el balanceo de la cubierta (cabeceo y rolido). Por lo tanto, se necesitaba ejercitar sobre la cubierta de un portaaviones navegando, cosa difícil ya que pocas naciones en el mundo poseen este tipo de buques y más difícil aún era que presten un portaaviones para una operación tan arriesgada como la del apontaje de un jet. A pesar de ello, surgió la oportunidad de ejecutar ejercicios con un portaaviones estadounidense, esto precedió posteriores ejercicios con la Marina de Brasil y la Armada de los Estados Unidos (ARAEX y Gringo-Gaucho respectivamente).

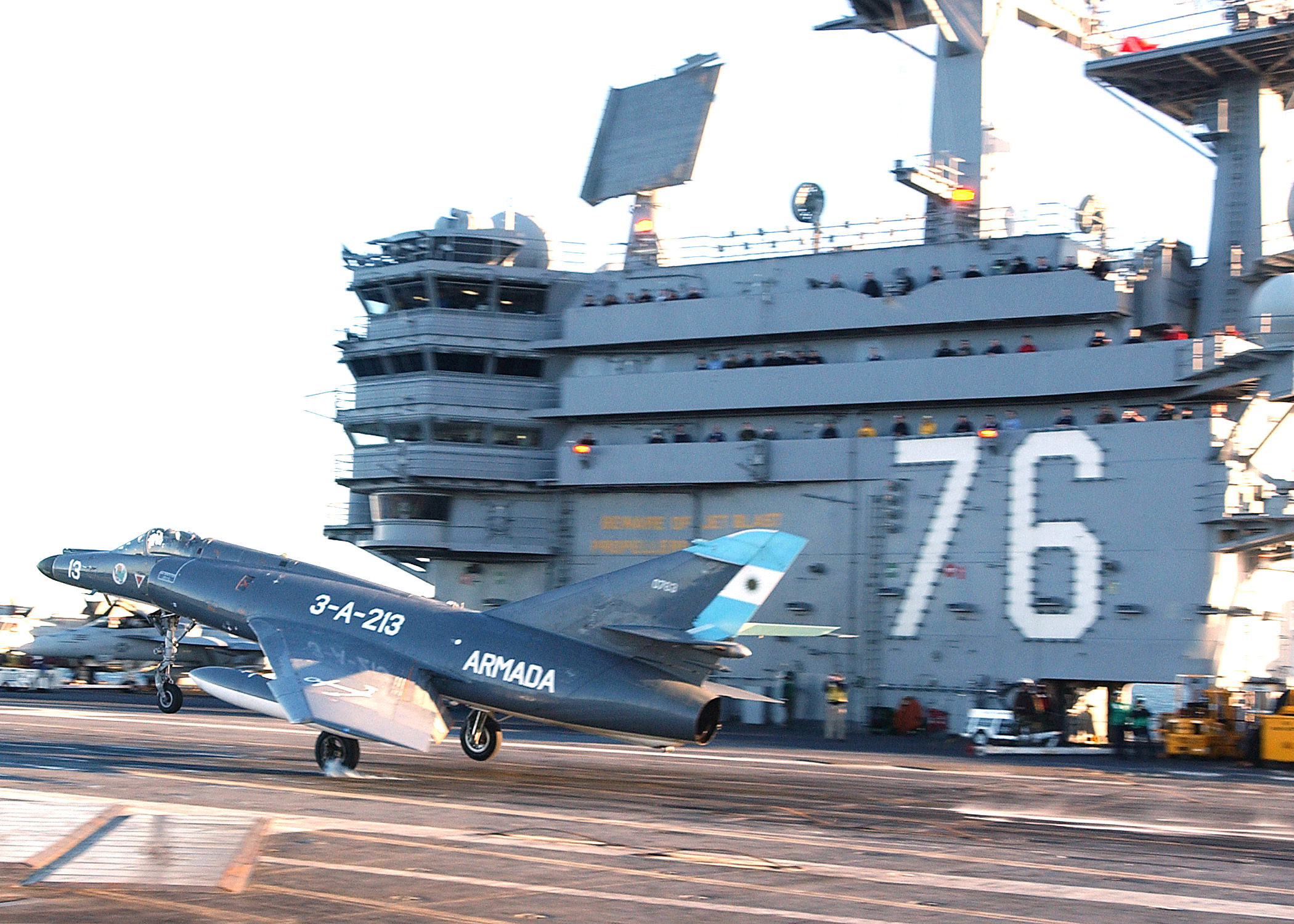
Super Étendard 3-A-213 apontando en el portaviones estadounidense USS Ronald Reagan.

Los primeros ejercicios Gringo-Gaucho realizados fueron los siguientes:
- Gringo-Gaucho I: realizado entre el 12 al 13 de marzo de 1990, con el USS Constellation que navegaba por el Atlántico rumbo a Filadelfia.
- Gringo-Gaucho II: realizado entre el 20 al 23 de octubre de 1990, con el USS Abraham Lincoln que trasladaba a bordo el componente aéreo representado por el Carrier Air Wing 14 (CVW-14).
- Gringo-Gaucho III: ejecutada entre el 10 al 15 de noviembre de 1992 con el USS Kitty Hawk de la Flota del Pacífico con el CVW-11 a bordo.
- Gringo-Gaucho IV: efectuado entre el 16 al 21 de junio de 1993 con el USS Constellation. Este se desplazaba por aguas del Atlántico hacia su base natural en el Pacífico. Los aviones del Constellation pertenecientes al CVW-2 realizaron prácticas de bombardeo contra objetivos terrestres en el polígono de Isla Verde, frente a Bahía Blanca.

Finalmente, en febrero de 1997, el portaviones ARA Veinticinco de Mayo fue retirado y puesto en venta, hecho que se concretaría en 2000, para ser desguazado en el puerto de Alang, India.

#### Nuevos aviones
Luego de unos meses de negociaciones, en octubre de 2017 el gobierno argentino confirmó la compra de cinco Super Étendard Modernisé (SEM) 5, más equipos, diez motores (aparte de los cinco instalados), respuestos, un simulador de vuelo y bancos de pruebas por un total de 14,23 millones de euros.
Los ejemplares adquiridos a la Marina nacional de Francia son el N.º 1 (1978), N.º 31 (1980), N.º 41 (1981), N.º 44 (1981) y N.º 51 (1982).
El 11 de mayo de 2019, llegó el barco con los cinco aviones, más diez motores Atar 8K50, piezas de repuesto, un simulador de vuelo y varios bancos de pruebas.

## Accidentes
Tres Super Étendard fueron destruidos en diferentes accidentes, falleciendo sus pilotos en algunos. Los once aviones restantes se encuentran fuera de servicio, esperando ser reparados y volver al servicio.

## Símbolos

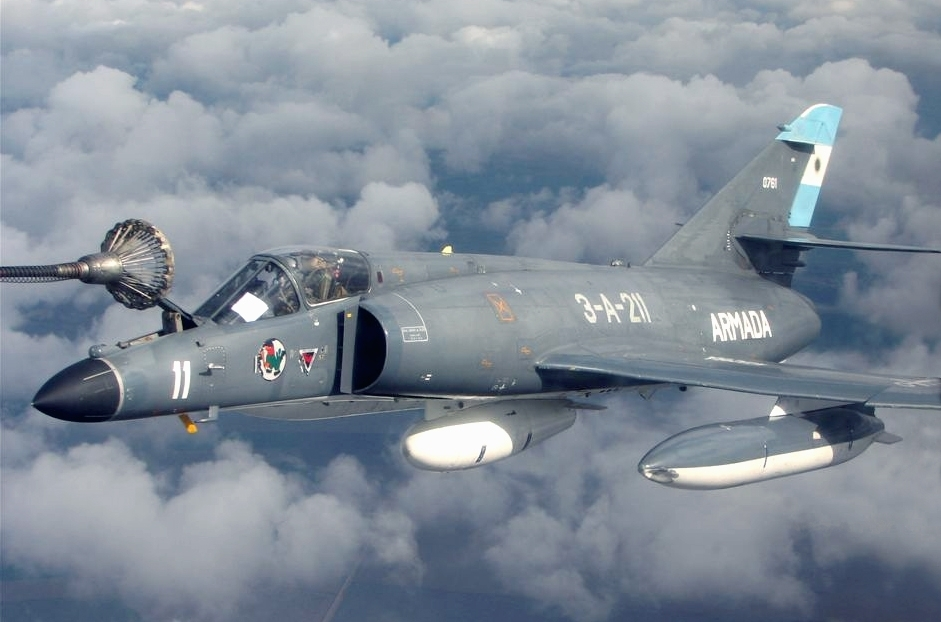
Super Étendard en reabastecimiento en vuelo

Los aviones de la 2.ª Escuadrilla fueron pintados con un color azul-gris oscuro en la parte superior y blanco en la parte inferior. Cada avión tiene inscrito, en el fuselaje, el código de llamada seguido de la palabra «Armada» en mayúsculas. En el timón de deriva, está inscrito, en pequeñas, el número de serie del Comando de la Aviación Naval. El símbolo de la 2.ª Escuadrilla está estampado en la parte delantera izquierda del fuselaje, debajo de la cabina.